# Norops ocelloscapularis
Norops ocelloscapularis är en ödleart som beskrevs av  Jörn Köhler MCCRANIE och WILSON 200. Norops ocelloscapularis ingår i släktet Norops och familjen Polychrotidae. Inga underarter finns listade i Catalogue of Life.